# Грифино
Грифино (пољ. Gryfino) је град у Пољској у Војводству Западно Поморје у Повјату грифицком. Према попису становништва из 2011. у граду је живело 21.700 становника.
.

## Становништво
Према прелиминарним подацима са пописа, у граду је 2011. живело 21.700 становника.
| 2002.  | 2011.  | 2012.  |
| ------ | ------ | ------ |
| 21.928 | 21.700 | 21.589 |

## Партнерски градови
- Гарц
- Швет
- Барлинек
- Берзенбрик
- Самбир